# Suore francescane di Sant'Elisabetta (Casalino)
Le Suore Francescane di Sant'Elisabetta (sigla F.S.E.) sono un istituto religioso femminile di diritto pontificio.

## Storia
La congregazione fu fondata il 26 maggio 1888 a Casalino da Elisabetta Casci (in religione, suor Francesca di Sant'Elisabetta) dietro suggerimento del parroco del luogo, il sacerdote Giuseppe Marchi.
La fondatrice, insieme con tre compagne, emise la professione nel terz'ordine regolare di San Francesco il 30 maggio 1889. La piccola comunità aprì il primo orfanotrofio del Casentino e poi estese la sua attività all'insegnamento nelle scuole elementari dei paesi vicini e all'assistenza ad anziani e malati poveri.
L'istituto, aggregato all'ordine dei frati minori dal 26 giugno 1922, ottenne dalla Santa Sede l'approvazione definitiva delle costituzioni il 26 giugno 1949.

## Attività e diffusione
Le suore si dedicano all'educazione della gioventù, alla cura di orfani, anziani e ammalati e ad altre opere assistenziali.
Oltre che in Italia, sono presenti in Bolivia, Filippine, India, Indonesia, Palestina e Vietnam; la sede generalizia è a Casalino, presso Pratovecchio, in diocesi di Fiesole.
Alla fine del 2015 l'istituto contava 189 religiose in 23 case.